# Ricardo Blázquez Pérez
Ricardo Blázquez Pérez (Villanueva del Campillo, 13 april 1942) is een Spaans geestelijke en een kardinaal van de Rooms-Katholieke Kerk.
Blázquez Pérez werd op 18 februari 1967 tot priester gewijd. Op 8 april 1988 werd hij benoemd tot hulpbisschop van Santiago de Compostella en tot titulair bisschop van Germa in Galatia; zijn bisschopswijding vond plaats op 29 mei 1988.
Op 26 mei 1992 werd Blázquez Pérez benoemd tot bisschop van Palencia. Op 8 september 1995 volgde zijn benoeming tot bisschop van Bilbao. Hij werd op 13 maart 2010 benoemd tot aartsbisschop van Valladolid.
Blázquez Pérez werd tijdens het consistorie van 14 februari 2015 kardinaal gecreëerd. Hij kreeg de rang van kardinaal-priester. Zijn titelkerk werd de Santa Maria in Vallicella.
Op 13 april 2022 verloor Blázquez Pérez - in verband met het bereiken van de 80-jarige leeftijd - het recht om deel te nemen aan een toekomstig conclaaf.
Blázquez Pérez ging op 17 juni 2022 met emeritaat.
- Biblioteca Nacional de España: XX823084
- Bibliothèque nationale de France: cb122977368 (data)
- Gemeinsame Normdatei: 1042575339
- International Standard Name Identifier: 0000 0001 1444 329X
- Library of Congress Control Number: n97094582
- Nationale bibliotheek van Australië: 63540084
- Nationale Bibliotheek van Polen: a0000001109445
- Istituto Centrale per il Catalogo Unico: CFIV068691
- Système universitaire de documentation: 199211647
- Trove: 1851815
- Virtual International Authority File: 54212120
- WorldCat: E39PBJgCHHhB7xqfKrQcMrQXh3